# Abtshaus (Altorf)

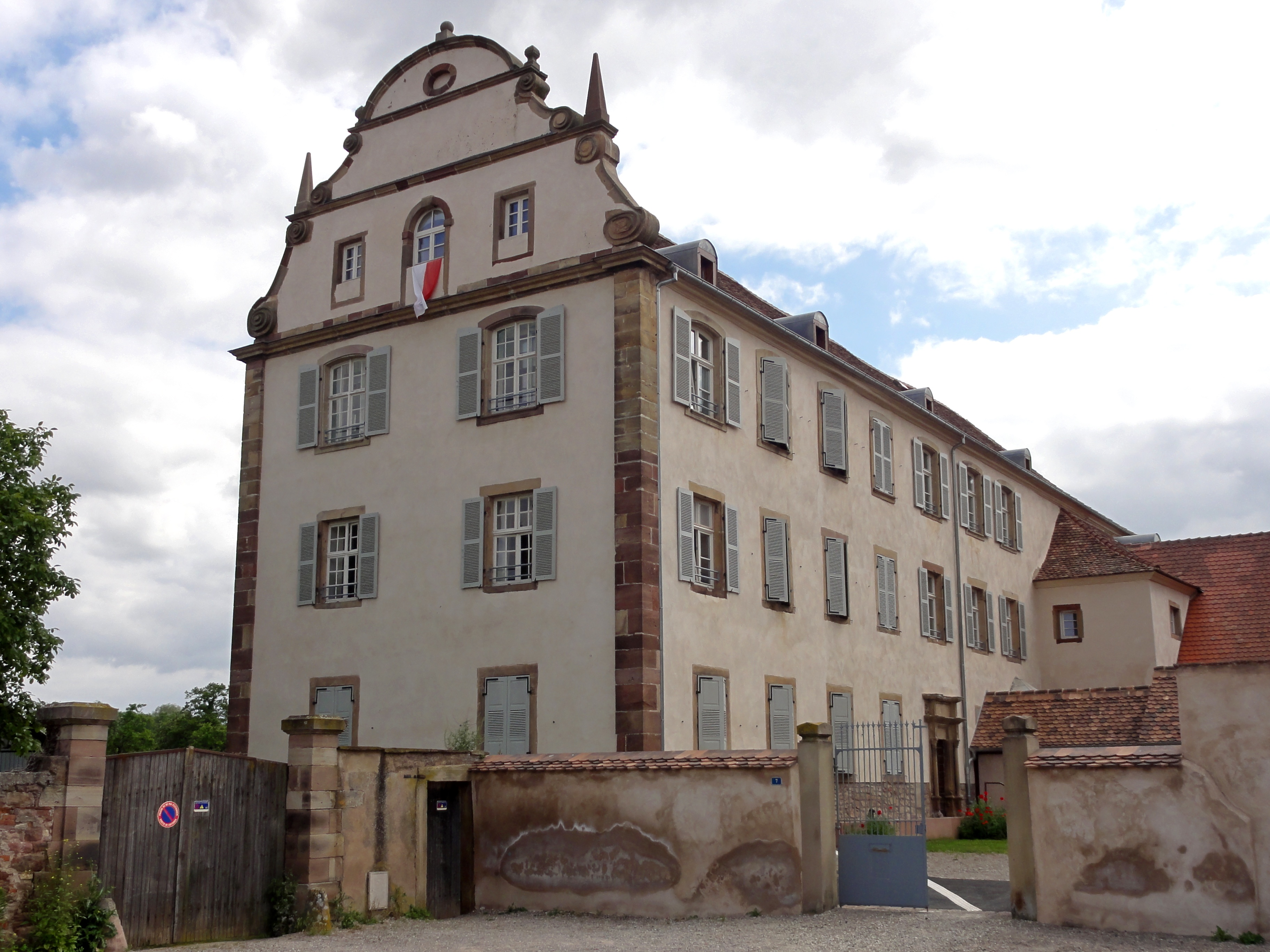
Abtshaus in Altorf

Das Abtshaus des Klosters Altdorf in Altorf, einer französischen Gemeinde im Département Bas-Rhin in der Region Grand Est (bis 2015 Elsass), wurde im 17./18. Jahrhundert errichtet. Das Wohnhaus für den Abt an der Place Saint-Cyriaque ist seit 1932 als Monument historique klassifiziert.
Im dreigeschossigen Wohnhaus befanden sich auch die Zimmer für die Gäste des Klosters, das Archiv und die Kasse. Nachdem das Kloster im Zuge der Revolution aufgehoben und verkauft worden war, wurden in den 1820er Jahren im ehemaligen Abtshaus das Pfarrhaus und die Gemeindeschule eingerichtet.